# Pro14 2018/19
Pro14 2018/19 bezeichnet die 19. Saison der internationalen Rugby-Union-Meisterschaft Pro14 (aus Sponsoringgründen auch Guinness Pro14 genannt). Sie umfasste 21 Spieltage und begann am 31. August 2018. Beteiligt waren je vier Teams aus Irland und Wales sowie je zwei Teams aus Italien, Schottland und Südafrika. Die 14 Teams waren auf zwei Konferenzen aufgeteilt, wobei jede Mannschaft 20 Spiele absolvierte: zweimal (je ein Hin- und Rückspiel) gegen alle Mannschaften ihrer Konferenz, einmal gegen die Mannschaften der anderen Konferenz, und noch einmal gegen eine Mannschaft ihres Landes. Die drei besten Mannschaften jeder Konferenz qualifizierten sich für die Endrunde. Die Konferenzensieger spielten direkt im Halbfinale, während die Zweit- und Drittplatzierten im Viertelfinale gegeneinander antraten. Das Finale fand am 25. Mai 2019 im Celtic Park in Glasgow statt. Das irische Team Leinster gewann zum zweiten Mal in Folge den Titel.

## Tabelle
M = Amtierender Meister
Konferenz A
|     | Team                 | Spiele | Siege | Unent. | Ndlg. | Spiel- punkte | Diff. | Bonus- punkte | Tabellen- punkte |
| --- | -------------------- | ------ | ----- | ------ | ----- | ------------- | ----- | ------------- | ---------------- |
| 01. | Glasgow Warriors     | 21     | 16    | 0      | 5     | 621:380       | + 241 | 17            | 81               |
| 02. | Munster Rugby        | 21     | 16    | 0      | 5     | 612:348       | + 264 | 13            | 77               |
| 03. | Connacht Rugby       | 21     | 12    | 0      | 9     | 475:394       | + 81  | 13            | 61               |
| 04. | Ospreys              | 21     | 12    | 0      | 9     | 445:404       | + 41  | 10            | 58               |
| 05. | Cardiff Blues        | 21     | 10    | 0      | 11    | 497:451       | + 46  | 14            | 54               |
| 06. | Central Cheetahs ZAF | 21     | 8     | 1      | 12    | 541:606       | − 65  | 12            | 46               |
| 07. | Zebre                | 21     | 3     | 0      | 18    | 260:640       | − 380 | 7             | 19               |

Konferenz B
|     | Team                   | Spiele | Siege | Unent. | Ndlg. | Spiel- punkte | Diff. | Bonus- punkte | Tabellen- punkte |
| --- | ---------------------- | ------ | ----- | ------ | ----- | ------------- | ----- | ------------- | ---------------- |
| 01. | Leinster Rugby (M)     | 21     | 15    | 1      | 5     | 672:385       | + 287 | 14            | 76               |
| 02. | Ulster Rugby           | 21     | 13    | 2      | 6     | 441:424       | + 17  | 6             | 58               |
| 03. | Benetton Rugby Treviso | 21     | 11    | 2      | 8     | 474:431       | + 43  | 9             | 57               |
| 04. | Scarlets               | 21     | 10    | 0      | 11    | 510:470       | + 40  | 12            | 52               |
| 05. | Edinburgh Rugby        | 21     | 10    | 0      | 11    | 431:436       | − 5   | 11            | 51               |
| 06. | Newport Gwent Dragons  | 21     | 5     | 1      | 15    | 339:599       | − 260 | 4             | 26               |
| 07. | Southern Kings ZAF     | 21     | 2     | 1      | 18    | 385:735       | − 350 | 12            | 22               |

Die Punkte werden wie folgt verteilt:
- 4 Punkte bei einem Sieg
- 2 Punkte bei einem Unentschieden
- 0 Punkte bei einer Niederlage (vor möglichen Bonuspunkten)
- 1 Bonuspunkt für vier oder mehr Versuche, unabhängig vom Endstand
- 1 Bonuspunkt bei einer Niederlage mit sieben oder weniger Punkten Unterschied

## Playoffs
Playoff um die Teilnahme am European Rugby Champions Cup
| 18. Mai 2019 19:45 WESZ | Ospreys                                                                                             | 21 : 10         | Scarlets                                                                          | Liberty Stadium, Swansea Zuschauer: 8.489 Schiedsrichter: Ben Whitehouse (Wales) |
| 18. Mai 2019 19:45 WESZ | Versuche: North 8. erh. Cracknell 17. erh. Dirksen 70. erh. Erhöhungen: S. Davies 9., 18. Price 71. | (14:10) Bericht | Versuche: J. Davies 33. erh. Erhöhungen: Halfpenny 35. Straftritte: Halfpenny 13. | Liberty Stadium, Swansea Zuschauer: 8.489 Schiedsrichter: Ben Whitehouse (Wales) |

Viertelfinale
| 4. Mai 2019 15:00 WESZ | Munster Rugby                                           | 15 : 13        | Benetton Rugby Treviso                                                          | Thomond Park, Limerick Zuschauer: 10.042 Schiedsrichter: Nigel Owens (Wales) |
| 4. Mai 2019 15:00 WESZ | Straftritte: Bleyendaal 22., 43. Hanrahan 62., 65., 76. | (3:10) Bericht | Versuche: Tavuyara 39. erh. Erhöhungen: Allan (1/1) Straftritte: Allan 25., 59. | Thomond Park, Limerick Zuschauer: 10.042 Schiedsrichter: Nigel Owens (Wales) |

| 4. Mai 2019 18:35 WESZ | Ulster Rugby                                                                                            | 21 : 13        | Connacht Rugby                                                             | Kingspan Stadium, Belfast Zuschauer: 15.215 Schiedsrichter: Andrew Brace (Irland) |
| 4. Mai 2019 18:35 WESZ | Versuche: Timoney 14. n. erh. Coetzee 77. erh. Erhöhungen: Burns (1/1) Straftritte: Cooney 4., 40., 61. | (11:3) Bericht | Versuche: Aki 54. erh. Erhöhungen: Carty (1/1) Straftritte: Carty 29., 67. | Kingspan Stadium, Belfast Zuschauer: 15.215 Schiedsrichter: Andrew Brace (Irland) |

Halbfinale
| 17. Mai 2019 19:35 WESZ | Glasgow Warriors | 50 : 20        | Ulster Rugby                                                                                                   | Scotstoun Stadium, Glasgow Zuschauer: 10.000 Schiedsrichter: John Lacey (Irland) |
| 17. Mai 2019 19:35 WESZ | Versuche: Seymour 2. erh., 54. n. erh. Price 16. erh. Harley 38. erh. Steyn 57. erh. P. Horne 67. erh. G. Horne 75. erh. Erhöhungen: Hastings 3., 18., 39., 57., 68., 76. Straftritte: Hastings 28. | (24:3) Bericht | Versuche: Coetzee 60. n. erh. Herring 71. erh. Lowry 79. n. erh. Erhöhungen: Burns 71. Straftritte: Cooney 30. | Scotstoun Stadium, Glasgow Zuschauer: 10.000 Schiedsrichter: John Lacey (Irland) |

| 18. Mai 2019 15:00 WESZ | Leinster Rugby                                                                                        | 24 : 9        | Munster Rugby                     | RDS Arena, Dublin Zuschauer: 18.977 Schiedsrichter: Mike Adamson (Schottland) |
| 18. Mai 2019 15:00 WESZ | Versuche: Cronin 54. erh. Lowe 79. n. erh. Erhöhungen: Byrne 55. Straftritte: Byrne 2., 34., 40., 45. | (9:6) Bericht | Straftritte: Carbery 5., 24., 50. | RDS Arena, Dublin Zuschauer: 18.977 Schiedsrichter: Mike Adamson (Schottland) |

Finale
| 25. Mai 2019 17:30 WESZ | Glasgow Warriors                                                                                      | 15 : 18         | Leinster Rugby                                                                                    | Celtic Park, Glasgow Zuschauer: 47.128 Schiedsrichter: Nigel Owens (Wales) |
| 25. Mai 2019 17:30 WESZ | Versuche: M. Fagerson 13. erh. Stewart 74. n. erh. Erhöhungen: Hastings 14. Straftritte: Hastings 22. | (10:15) Bericht | Versuche: Ringrose 15. n. erh. Healy 27. erh. Erhöhungen: Sexton 29. Straftritte: Sexton 35., 51. | Celtic Park, Glasgow Zuschauer: 47.128 Schiedsrichter: Nigel Owens (Wales) |

| 15                 | Stuart Hogg       | 65. |
| 14                 | Tommy Seymour     |     |
| 13                 | Kyle Steyn        |     |
| 12                 | Sam Johnson       | 55. |
| 11                 | DTH van der Merwe |     |
| 10                 | Adam Hastings     |     |
| 09                 | Ali Price         | 57. |
| 08                 | Matt Fagerson     |     |
| 07                 | Callum Gibbins    | 78. |
| 06                 | Rob Harley        | 51. |
| 05                 | Jonny Gray        |     |
| 04                 | Scott Cummings    |     |
| 03                 | Zander Fagerson   | 66. |
| 02                 | Fraser Brown      | 25. |
| 01                 | Jamie Bhatti      | 51. |
| Auswechselspieler: |                   |     |
| 16                 | Grant Stewart     | 25. |
| 17                 | Oli Kebble        | 51. |
| 18                 | Siua Halanukonuka | 66. |
| 19                 | Ryan Wilson       | 51. |
| 20                 | Thomas Gordon     | 78. |
| 21                 | George Horne      | 57. |
| 22                 | Peter Horne       | 55. |
| 23                 | Huw Jones         | 65. |
| Trainer:           |                   |     |
| Dave Rennie        |                   |     |

| 15                        | Rob Kearney        |     |
| 14                        | Jordan Larmour     |     |
| 13                        | Garry Ringrose     |     |
| 12                        | Robbie Henshaw     |     |
| 11                        | James Lowe         |     |
| 10                        | Jonathan Sexton    | 73. |
| 09                        | Luke McGrath       | 76. |
| 08                        | Jack Conan         |     |
| 07                        | Josh van der Flier | 73. |
| 06                        | Rhys Ruddock       | 78. |
| 05                        | James Ryan         |     |
| 04                        | Scott Fardy        |     |
| 03                        | Tadhg Furlong      | 63. |
| 02                        | Seán Cronin        | 63. |
| 01                        | Cian Healy         | 62. |
| Auswechselspieler:        |                    |     |
| 16                        | Bryan Byrne        | 63. |
| 17                        | Ed Byrne           | 62. |
| 18                        | Andrew Porter      | 63. |
| 19                        | Ross Molony        | 78. |
| 20                        | Max Deegan         | 73. |
| 21                        | Nick McCarthy      | 76. |
| 22                        | Ross Byrne         | 73. |
| 23                        | Rory O’Loughlin    |     |
| Trainer:                  |                    |     |
| Leo Cullen (Rugbyspieler) |                    |     |

## Statistik

### Meiste erzielte Versuche
|    | Name             | Verein           | Versuche |
| -- | ---------------- | ---------------- | -------- |
| 1. | Rabs Maxwane     | Central Cheetahs | 14       |
| 2. | Johnny McNicholl | Scarlets         | 11       |
| 3. | Dan Evans        | Ospreys          | 10       |
| 3. | Shaun Venter     | Central Cheetahs | 10       |

### Meiste erzielte Punkte
|    | Name            | Verein           | Punkte |
| -- | --------------- | ---------------- | ------ |
| 1. | Jack Carty      | Connacht Rugby   | 157    |
| 2. | Sam Davies      | Ospreys          | 153    |
| 3. | Gareth Anscombe | Cardiff Blues    | 143    |
| 4. | Adam Hastings   | Glasgow Warriors | 136    |
| 5. | Tian Schoeman   | Central Cheetahs | 134    |